# Макаров, Георгий Васильевич
Георгий Васильевич Макаров (1913—1945) — гвардии младший лейтенант Рабоче-крестьянской Красной Армии, участник Великой Отечественной войны, Герой Советского Союза (1945).

## Биография
Георгий Макаров родился в 1913 году в Санкт-Петербурге. Окончил пять классов школы. В 1935 году призван на службу в Рабоче-крестьянскую Красную Армию из Сестрорецка, где работал в Тарховском санатории. Участвовал в  советско-финской войне. С октября 1941 года — на фронтах Великой Отечественной войны. С 1944 года, после окончания Пушкинского танкового училища, командовал танком 22-й гвардейской танковой бригады 5-го гвардейского танкового корпуса 6-й гвардейской танковой армии 2-го Украинского фронта. Отличился при освобождении Румынии.
В августе 1944 года экипаж Макарова, находясь в разведке у города Текуч, уничтожил 3 противотанковые орудия противника, а затем захватил мост через реку Сирет и удерживал его до подхода основных сил.
Указом Президиума Верховного Совета СССР от 24 марта 1945 года гвардии младший лейтенант Георгий Макаров был удостоен высокого звания Героя Советского Союза.
20 апреля 1945 года погиб в бою. Похоронен в населённом пункте Расдорф, к востоку от Вены.
Награждён орденами Ленина и Отечественной войны 1-й степени.